# نظام دخول الطلب الآلي
نظام دخول الطلب الآلي (بالإنجليزية: Automatic Order Entry System)‏ هو النظام الذي يستقبل الطلبات الإلكترونية عن طريق الهاتف أو الإنترنت، كما يعرف نظام دخول الطلب الآلي بأنه هو النظام الآلي الذي يسهل تنفيذ الطلبات الصغيرة عن طريق التوجيه المباشر للمستهلك إلى المختص بالسلعة دون المرور بالسماسرة في عملية تبادل السلع لتسريع عملية التبادل ويعتبر من التقنيات المستخدمة في التعاملات التجارية بين الشركات والمنظمات.

## بداية هذا النظام في التجارة الالكترونية
بدأ استخدام هذا النظام في منتصف السبعينات في التجارة الالكترونية وكانت أول خطوة في تطوير تعاملات الشركات فيما بينها.
أول من بدأ باستخدامه شركة باكستر للرعاية الصحية (بالإنجليزية: BAXTER HEALTH CARE)‏ وهي شركة أمريكية حيث قامت باستخدام خطوط الهاتف لاستقبال طلبات المستهلكين مثل الصيدليات والمستشفيات وتزويدها بما تحتاجه من الأدوية.

## المستخدمين لهذا النظام
الكثير من الأعمال التجارية لها متطلبات خاصة لمثل هذا النظام ولكن أغلب المستخدمين هم البائعين بالجملة والموزعين وأيضا الأعمال التجارية التي لها عدد كبير من المستهلكين وأيضا الشركات والمنظمات وكذلك الحكومات.

## طريقة التسجيل للنظام والأجهزة
يتكون النظام من :

جهازا آليا لتدوين المعلومات المقدمة من المستدعي للهاتف الآلي لنظام تبادل الرسائل، وهذا الجهاز يتألف من:
- خط اتصال وهو وسيلة للاتصال على هذا النظام.
- وسائل لاستقبال وتخزين المعلومات رقميا لصوت طالب السلعة (المستهلك).
- وسائل لاسترجاع المعلومات الرقمية المخزنة وتوليد التمثيل اللفظي منها.
- وسائل تشير إلى وجود خلل في التسجيل حيث يحتوي الجهاز على جهاز إنذار.
- قاعدة بيانات تحتفظ بمعلومات العملاء

## وظائف النظام
يمكن هذا النظام عمل ما يلي:
• استعراض قوائم العملاء والبحث فيها.
• استعراض قوائم المنتجات والبحث فيها.
• استعراض رقم أمر الشراء.
• القدرة على تخزين الأوامر.
• تسجيل سجل نقدي أو شيكات.
• تسجيل التاريخ من قبل العميل والمنتج.

## فوائد هذا النظام
- يزيل استلام الطلبات بالورقة أو الفاكس.
- يخفض إمكانية الأخطاء بتقليل عدد المرات التي يعالج بها الطلب.
- يزيد كفاءةِ المعالجة للطلب.
- يقلل وقت انتظار المستهلك للطلب.
- يسهل الوصول إلى المعلومات المناسبة والدقيقةِ.
- يخفض إمكانية فقدان الطلبات.

## عيوب هذا النظام
- يعرض منتجات بائع واحد فقط.

### كتب ومصادر
- E-Commerce business.Technology.society.2009 BY: Kenneth C.Laudon

Carol Guercio Traver

### روابط خارجية
- Automatic order entry definition, http://www.investorwords.com/336/Automated_Order_Entry_System.html
- Automated Order Entry System, http://www.speculativebubble.com/terms/automatedoes.shtml
- Automatic order entry, http://www.freepatentsonline.com/5007078.html
- Automatic order entry feature and objective, http://www.legler.com/oeobj.htm